# Igor Jerochin
Igor Nikolajevitsj Jerochin (Russisch: Игорь Николаевич Ерохин) (Saransk, 4 september 1986), is een Russische snelwandelaar. Zijn grootste internationale succes is het behalen van de Europese titel op het onderdeel 20 km snelwandelen voor atleten onder 23 jaar in 2005 in Erfurt.

## Loopbaan
In 2008 stapte Jerochin over naar de 50 km snelwandelen en plaatste zich door het behalen van de nationale titel in een toptijd van 3:38.08 op dat onderdeel voor de Olympische Spelen van 2008 in Peking. Desondanks nam Jerochin niet deel aan deze Olympische Spelen. Later bleek dat hij op 29 juni 2008 werd betrapt op het gebruik van epo. Hij werd daarvoor door de nationale atletiekfederatie twee jaar geschorst. Deze schorsing werd op 5 november 2008 door de IAAF bekrachtigd.
In 2012 werd Igor Jerochin vijfde op de 50 km snelwandelen tijdens de Olympische Spelen van Londen. Veel plezier beleefde hij er niet van, want in 2013 liep hij opnieuw tegen de lamp. Ditmaal waren de gevolgen ernstiger. De anti-dopingcommissie van de Russische atletiekfederatie had namelijk afwijkingen in zijn biologisch paspoort geconstateerd, op grond waarvan vervolgens werd besloten om hem voor het leven te schorsen. Bovendien dienden naar het oordeel van de commissie al zijn resultaten vanaf 25 februari 2011 te worden geschrapt. Dit hield niet alleen zijn resultaat op de Spelen in Londen in, maar ook zijn nationale titel op de 35 km snelwandelen in 2011.

## Titels
- Russisch kampioen 50 km snelwandelen - 2008
- Europees kampioen U23 20 km snelwandelen - 2005

## Persoonlijke records
| Onderdeel             | Prestatie | Datum             | Plaats  |
| --------------------- | --------- | ----------------- | ------- |
| 10.000 m snelwandelen | 38.54,07  | 10 juni 2006      | Saransk |
| 10 km snelwandelen    | 39.13     | 16 september 2006 | Izjevsk |
| 20 km snelwandelen    | 1.19.21   | 17 februari 2007  | Adler   |
| 35 km snelwandelen    | 2.27.12   | 23 februari 2008  | Adler   |
| 50 km snelwandelen    | 3.37.54   | 11 augustus 2012  | Londen  |

## Palmares

### 20 km snelwandelen
- 2005:  EK U23 - 1:23.14
- 2005: DQ Wereldbeker in La Coruña
- 2007:  Europacup - 1:20.09

### 50 km snelwandelen
- 2012: DNF Wereldbeker in Tsjeboksary
- 2012:  Wereldbeker in Saransk - 3:38.10
- 2012: 5e OS - 3:37.54